# مولد ماركس

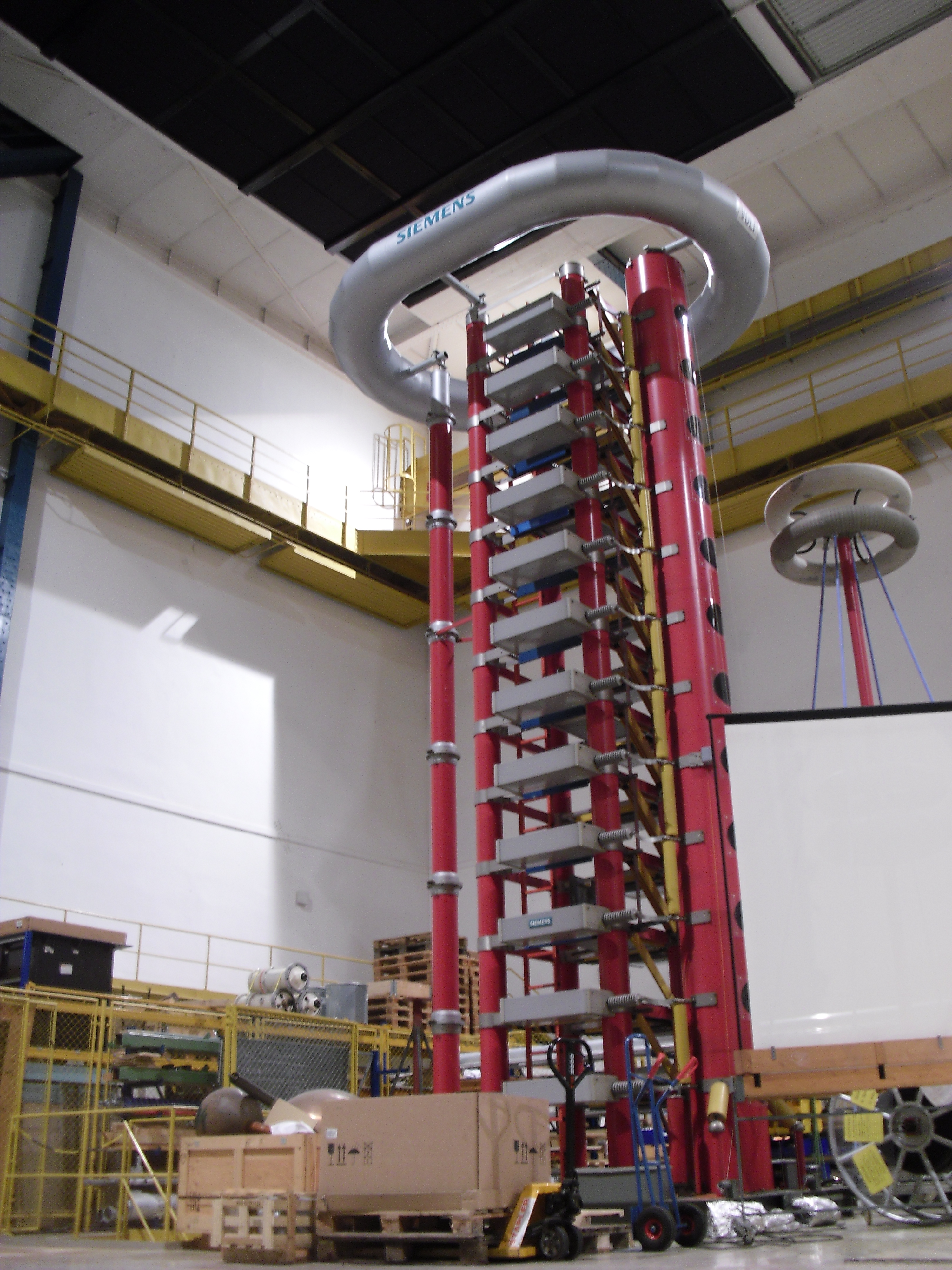
مولد ماركس للاستخدام في الابحاث العلمية

مولد ماركس هو عبارة عن مولد للزخم اللحظي، (يتم تهييج فرق جهد لحظي مرتفع) باستخدام فرق جهد صغير.
سمي على اسم مخترعه إيروين أوتو ماركس الذي طور هذا النوع من المولدات عام 1923 للمرة الأولى.
يستعمل هذا المولد لمحاكاة ظواهر ينتج عنها فرق جهد عال مثل ظاهرة البرق وله استخدامات متعددة خاصة في مجال ضغط الكهرباء العالي.

## آلية العمل

عملية شحن و تفريغ المواسعات

الفكرة في مولد ماركس هي شحن عدد من المواسعات الموصلة على التوازي باستخدام التيار الثابت (DC) وبعدها ربطها بسرعة كبيرة على التوالي.
في البداية يتم شحن المواسعات بفرق الجهد V وتكون الفرجة الشرارية غير موصلة بعد، ولكنها بحاجة إلى قليل من فرق الجهد لتوصل (يحدث عن طريق اثارة خارجية).
عند تجاوز فرق الجهد V فان الفرجة الأولى توصل وبالتالي يكون المواسع الأول مربوط بالثاني على التوالي. حاصل فرق الجهد عليهما يكون 2V ، وهذا بدوره يؤدي إلى ان توصل الفرجة الشرارية الثانية وهكذا مع بقية المواسعات.
بينما تحتاج عملية شحن المواسعات إلى ثوان أو دقائق، فان عملية التفريغ والربط على التوالي التي تولد ضغط عال تتم بسرعة فائقة (بضع ميكرو ثوان). نظريا يكون فرق الجهد في المحصلة n * V = Vout
(n: عدد المواسعات V: فرق الجهد الرئيسي Vout : فرق الجهد الخارجي)
لكن فعليا فانه عندما يتم التفريغ (وصل المواسعات على التوالي) فان محصلة فرق الجهد تكون اقل من n*V، حيث تفقد بعض الطاقة عند التفريغ عبر المقاومات Rc.
بعد ذلك فان الفرجة الشرارية تعزل (تصبح غير موصلة) وتبدأ عملية الشحن من جديد بحيث تصبح المواسعات على التوازي من جديد.

## التحكم بالمولد

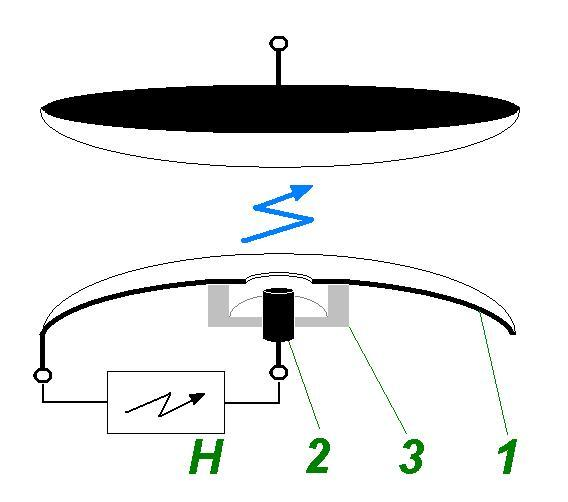
الفرجة الشرارية

مبدأيا يمكن التحكم بالوقت الذي يتم فيه تفعيل الفرجة الشرارية عن طريق تغيير المسافة بين القطبين، الا انه في الواقع هناك عوامل أخرى كرطوبة الهواء ونظافة الكرتين (القطبين) تؤثر على عملية التحكم هذه.
من أجل تحديد الوقت بدقة يتم ضبط المواسعات بحيث لا تتولد الفرجة الشرارية بعد شحنها مع انها قريبة جدا من ذلك، والتحكم يتم عبر الشرارة الفرجية الأولى والتي تتبها باقي الفرجات.

## تطبيقات عملية
يستخدم مولد ماركس لاغراض متعددة من اهمها:
- فحص أجهزة وآلات الضغط المرتفع حيث يتم فحص المعدات التي تتعرض لضغط مرتفع قبل تشغيلها في المواقع المخصصة
- لتوليد الأشعة السينية كما في مختبارات سانديا العالمية (Sandia National Laboratories) حيث تستخدم 36 مولد ماركس من اجل توليد الأشعة السينية المستخدمة في آلة Z Mashine) Z)
- من أجل تشغيل ليزر الغاز